# Yakima (Washington)
Para las Tribus Confederadas y Bandas de la Nación Yakama, o simplemente Pueblo Yakama (anteriormente Yakima) ver Yakama.
Yakima (IPA: [ˈjæ.kɪ.mə]) es una ciudad del Washington central y la sede de condado del condado de Yakima, EE. UU. Según el censo del 2000, la ciudad tenía una población total de 71,846 habitantes y una población metropolitana de 229,094. Yakima se encuentra situada en el "Yakima Valley", que es conocida por ser unas de las mayores áreas productoras de manzanas en el mundo, así como un lugar primordial de producción de lúpulo. Su nombre procede del pueblo yakama. La "Reserva de los Indios Yakama" se encuentra ubicada en la parte sur y sudeste de la ciudad de Yakima.

## Historia
Los aborígenes yakama fueron los primeros habitantes del valle de Yakima. En 1805 la Expedición de Lewis y Clark vino al área y descubrió fauna abundante y suelo rico, incitando el establecimiento de colonos. «City of Yakima History». City of Yakima. Archivado desde el original el 28 de septiembre de 2007. Consultado el 28 de diciembre de 2006.Una Misión católica española se encontraba establecida en Ahtanum, en el suroeste de la actual Yakima, en 1847.«St. Joseph's Mission, Ahtanum Valley, Tampico vicinity, Yakima County, WA». Historic American Buildings Survey/Historic American Engineering Record. Archivado desde el original el 29 de junio de 2014. Consultado el 11 de enero de 2007.la llegada de colonos y de sus conflictos con los naturales dio lugar a la guerra india de Yakama de 1855. El ejército de los Estados Unidos estableció el fort Simcoe en 1856 cerca del actual Toppenish como respuesta a la sublevación. Los Yakamas fueron derrotados y forzados a recluirse en la reserva india de Yakama. El condado de Yakima fue creado en 1865. Cuando se estaba construyendo el trazado del ferrocarril del pacífico norte en diciembre de 1884, unos 100 edificios fueron movidos con  rodillos y equipos de caballos trasladándolos a un sitio próximo del depósito. La ciudad nueva era Yakima del norte oficialmente desdoblada y esta se nombró la sede del condado el 27 de enero, de 1886. Se le cambió el nombre a Yakima en 1918. Union Gap fue el nuevo nombre dado al sitio original de Yakima.

### Estaciones de Radio
- 88.5 FM - KYVT, College radio
- 89.5 FM - KSOH, Christian radio
- 90.3 FM - KNWY, National Public Radio
- 91.1 FM - KYPL, Christian radio
- 91.9 FM - KDNA, Noncommercial Spanish Language Public Radio
- 92.9 FM - KDBL, Country
- 94.5 FM - KATS, Active Rock
- 96.9 FM - KZTA, Regional Mexican
- 98.7 FM - KLES, Spanish Contemporary
- 99.3 FM - KQSN, Spanish Oldies
- 99.7 FM - KHHK, Urban Contemporary
- 100.9 FM - KARY, Oldies
- 104.1 FM - KXDD, Country
- 105.7 FM - KRSE, Modern adult contemporary
- 107.3 FM - KFFM, Contemporary Hit Radio

- 930 AM - KYAK, Christian radio
- 980 AM - KUSA, Talk radio
- 1020 AM - KYXE, Regional Mexican
- 1280 AM - KIT, Talk radio
- 1390 AM - KJOX, Sports radio
- 1460 AM - KUTI, Classic country

### Televisiones
- Channel 2  - KUNW-CA Univision
- Channel 23 - KNDO, NBC
- Channel 29 - KIMA, CBS
- Channel 29.2 - CW9, CW
- Channel 35 - KAPP, ABC
- Channel 41 - KCYU, FOX
- Channel 43 - KCJT, HispanaVision
- Channel 47 - KYVE, PBS

### Prensa
- Yakima Herald-Republic
- Yakima Valley Business Times

## Hijos de la ciudad y antiguos residentes
- Bryan Danielson, luchador profesional conocido en su etapa en WWE como Daniel Bryan
- Oleta Adams, cantante
- Phil Beachler, Inventor del baby jogger. Comenzó el Racing Strollers, Inc. en Yakima.
- Glen Bonner, jugador de la liga NFL de fútbol americano (1974-75)
- Yakima Canutt, Hollywood stuntman
- Raymond Carver, autor
- Charles Carter, Olímpico y boxeador Profesional
- Beverly Cleary,  autor
- Harlond Clift, jugador de la "Major League Baseball"(1934-45)
- Cary Conklin, jugador de la liga NFL de fútbol americano (1992-1995)
- Mike Cragg, Asociado AD de la Duke University / Director de la Legacy Fund
- Dr. Dan Doornink, jugador de la NFL de fútbol americano (1978-1985)
- William O. Douglas, asociado de la Corte Suprema de justicia de los EE. UU.
- Dave Edler, antiguo jugador de la "Major League Baseball", City of Yakima Mayor, y Pastor
- Scott Hatteberg, jugador de la "Major League Baseball"
- Joe Hipp, boxeador Profesional  (antiguo campeón de los pesos pesados NABF en 1994)
- Damon Huard, NFL jugador de fútbol americano(1998-actualmente)
- Bob Ivers, actor, personalidad conocida de la TV local
- Basil James, Jockey (won the 1942 Preakness)
- Harry Jefferson, NASCAR Winston Cup driver(1973-77)
- Sam Kinison, actor/comediante
- Hub Kittle, jugador y entrenador de la "Major League Baseball".
- Jake Kupp, NFL jugador de fútbol americano (1964-1975) y 1969 jugador de la Pro Bowl
- Craig Kupp, NFL jugador de fútbol americano (1991) Phoenix Cardinals
- Barbara La Marr, actriz
- Kyle MacLachlan, actor
- Kent MacLachlan, actor
- Debbie Macomber, autor
- Phil Mahre, ganador de medalla Olímpica de esquí y hermano mellizo de Steve Mahre
- Steve Mahre, ganador de medalla Olímpica de esquí y hermano mellizo de Phil Mahre
- Mitch Meluskey, jugador de la Major League Baseball
- Colleen Miller, actriz
- Arvo Ojala, actor de  Hollywood y dibujante
- Jim Pomeroy, piloto de Motocross, elegido AMA Hall of Fame en 1999.
- Will Sampson, actor/artista
- Kurt Schulz, NFL jugador de fútbol americano
- Mel Stottlemyre, jugador de la Major League Baseball por los  Yankees, Mets y Astros
- Mel Stottlemyre Jr., jugador de la "Major League Baseball" e hijo de Mel Stottlemyre Sr.
- Todd Stottlemyre, jugador de la Major League Baseball con los Blue Jays, Athletics y Cardinals, hijo de Mel Stottlemyre Sr. y hermano de Mel Stottlemyer Jr.
- Christopher Wiehl, actor
- Chief Yowlachie (Daniel Simmons), actor
- Jamie McMurry, artista de Performance

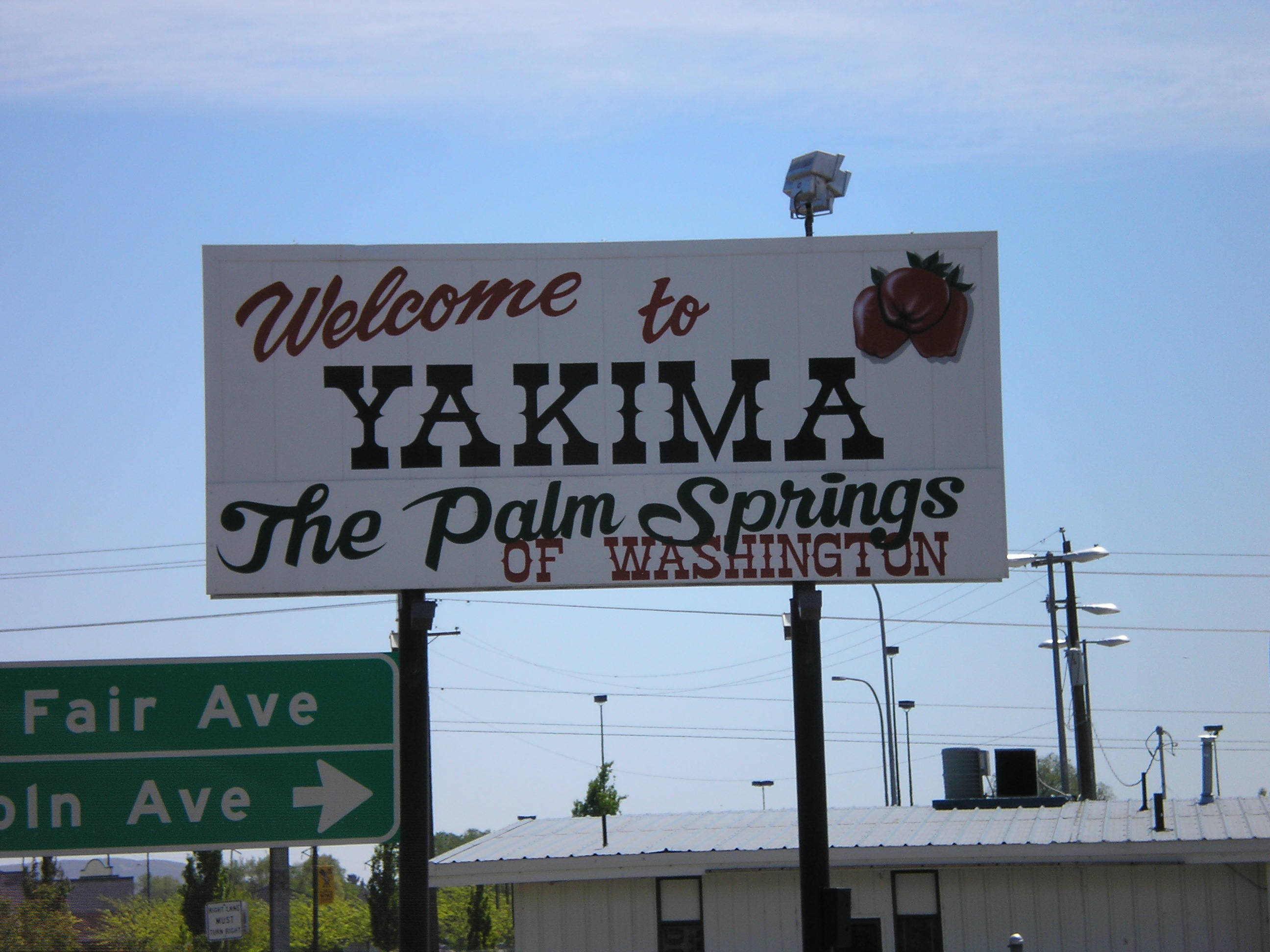
Letrero de bienvenido

- Jim Rohn

## Ciudades hermanadas
- Morelia, México
- Itayanagi, Japón
- Derbent, Rusia
- Keelung, Taiwán
- Burley, Idaho, EE. UU.

## Otras citas
- Lyman, William Denison (1919). History of the Yakima Valley, Washington: comprising Yakima, Kittitas, and Benton counties. S.J. Clarke.Available online through the Washington State Library's Classics in Washington History collection